# Wing Heart
『Wing Heart』は、RYUZが2000年11月20日にリリースしたアルバムのタイトルである。

## 解説
- 笠浩二が『RYUZ』名義でリリースしたアルバム
- ボーカルは笠浩二の他にベースのkatsuも担当している。

## 収録曲
| #  | タイトル          | 作詞     | 作曲     | 編曲     |
| -- | ----------------- | -------- | -------- | -------- |
| 1. | 「TIME IS MONEY」 | 丸岡浩司 | 丸岡浩司 | 丸岡浩司 |
| 2. | 「夢のつづき」    | 笠浩二   | ？       | 笠浩二   |
| 3. | 「U．S．O」       | 丸岡浩司 | 丸岡浩司 | 丸岡浩司 |
| 4. | 「君に」          | 丸岡浩司 | 丸岡浩司 | 丸岡浩司 |
| 5. | 「ねぇ」          | katsu    | katsu    | 笠浩二   |
| 6. | 「Wing Heart」    | 笠浩二   | 笠浩二   | 笠浩二   |

## 楽曲解説
1. TIME IS MONEY
2. 夢のつづき
3. U．S．O
4. 君に
5. ねぇ
  - ベースのkatsuがボーカルを担当している。
6. Wing Heart
  - アルバムタイトル曲。